# Première abdication de Napoléon Ier
Pour les articles homonymes, voir Abdication de Napoléon Ier.

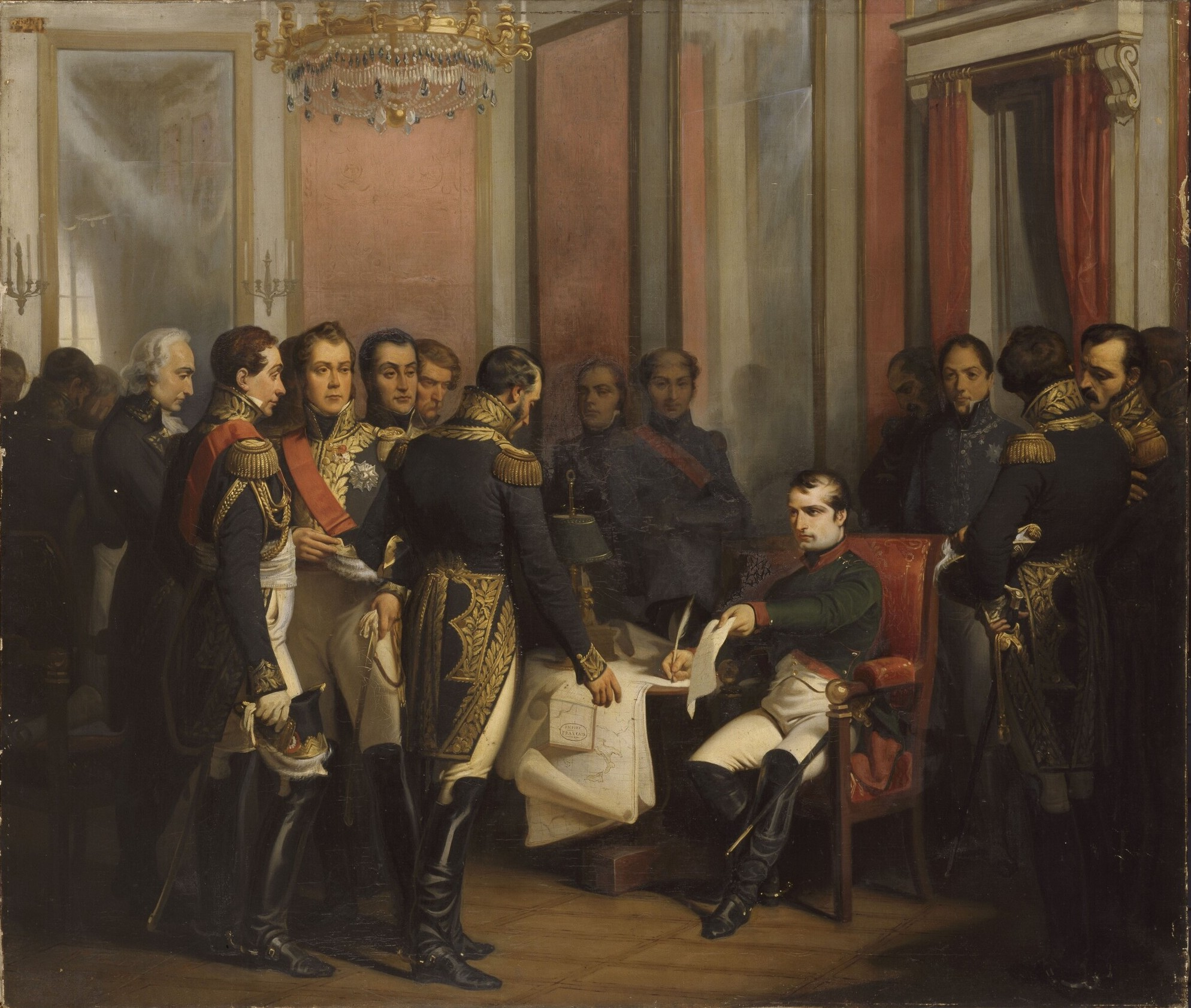
Napoléon signe son abdication à Fontainebleau le 4 avril 1814. Tableau de François Bouchot (1843).

La première abdication de Napoléon Ier est un moment de l'histoire de France qui voit l'empereur des Français contraint de quitter le pouvoir à la suite de sa défaite militaire après la campagne de France et l'invasion alliée. Il signe son  abdication inconditionnelle le 6 avril 1814, actant la fin du Premier Empire et permettant la mise en place de la première Restauration de la monarchie française. 
Après une tentative de suicide dans la nuit du 12 au 13 avril, Napoléon se plie à l'exil qui lui est imposé dans la principauté de l'île d'Elbe.

## Circonstances militaires et politiques

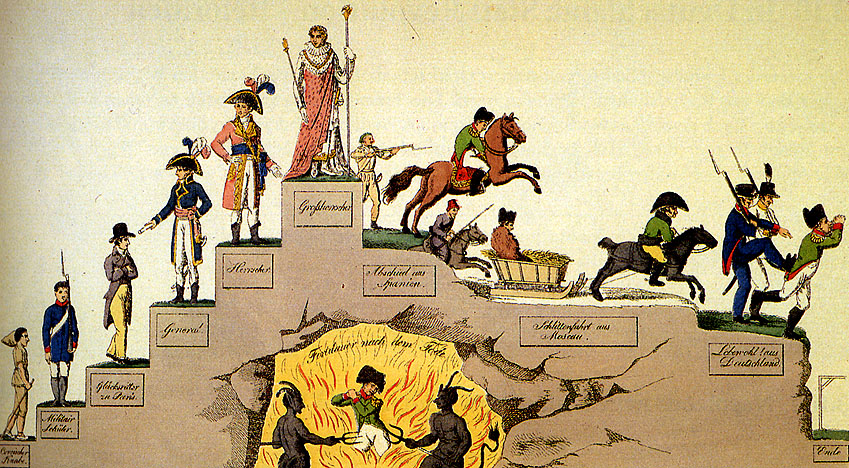
Cursus de Napoléon : ascension et chute, caricature anonyme allemande, v. 1813.

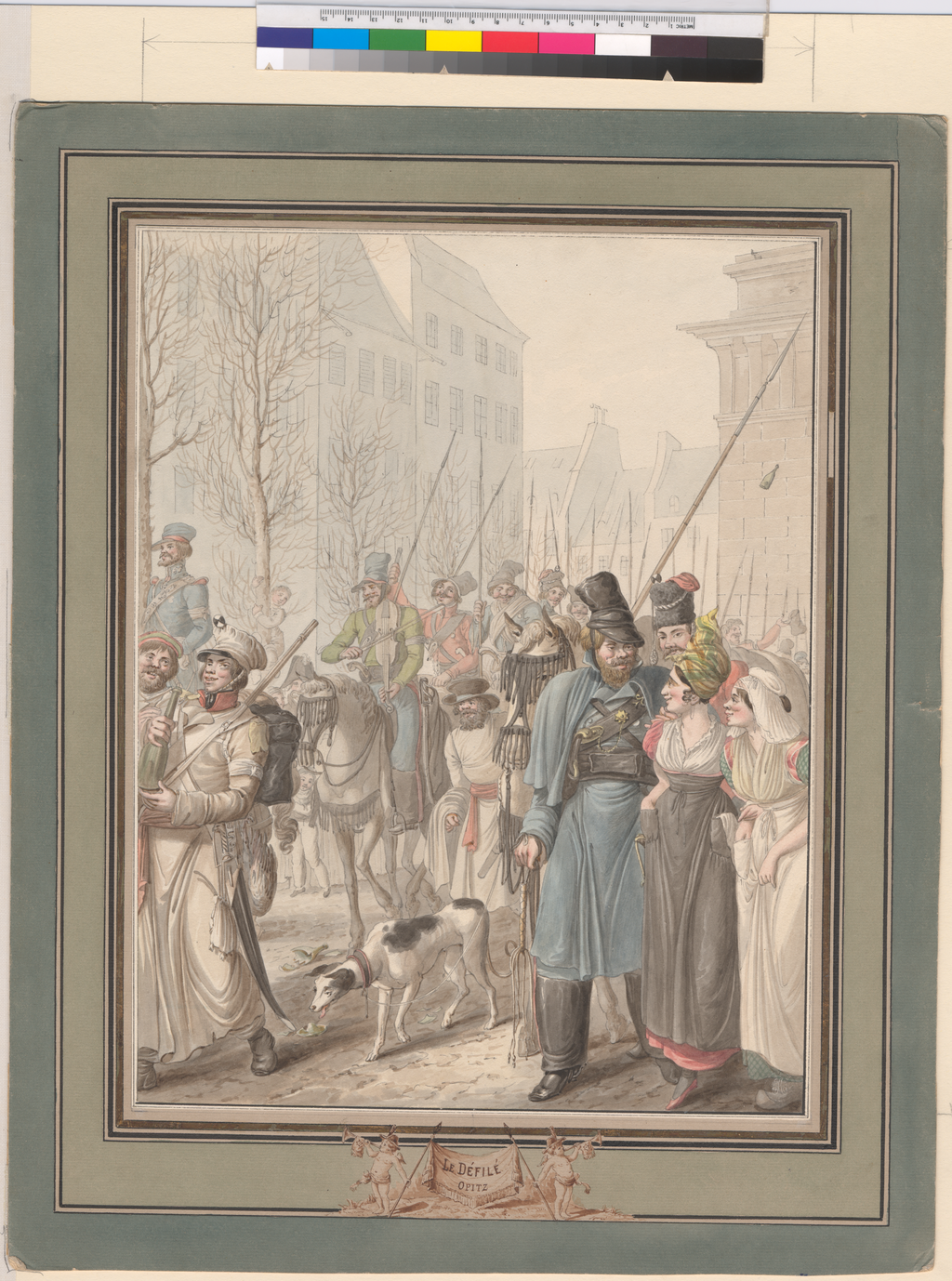
Les Cosaques à Paris, caricature d’Opiz.

En désaccord avec le tsar Alexandre Ier au sujet de l'avenir de la Pologne, Napoléon décide en 1812 de marcher contre l'Empire russe. La Grande Armée franchit le fleuve Niémen en juin et marche vers Moscou. Pour faire face à cette agression se forme une Sixième Coalition entre le Royaume-Uni de Grande-Bretagne et d'Irlande, l'Empire russe, le royaume de Prusse et l’empire d'Autriche. Vaincu par ses adversaires et le « Général Hiver », Napoléon est contraint à la désastreuse retraite de Russie dont l'armée napoléonienne sort exsangue. Poussant leur avantage face à un adversaire affaibli, les Coalisés imposent à Napoléon la campagne d'Allemagne en 1813. Victorieuses à l'issue de la cruciale « bataille des Nations » (Leipzig, octobre 1813) et supérieures en nombre, les armées de la Coalition se mettent en mouvement vers la France à partir du 15 décembre.
Au sud, sur le front ibérique, la situation n'est guère meilleure, l'offensive des Pyrénées, lancée le 25 juillet sous les ordres du maréchal Soult prenant fin le 2 août avec le retrait de l'armée française de la région et l'entrée en France des troupes d'Arthur Wellesley, Duc de Wellington. La campagne de France est désormais engagée.
Malgré une série de victoires (batailles de Champaubert, Montmirail, etc.) remportées par Napoléon à la tête d’une armée de jeunes recrues inexpérimentées (les « Marie-Louise »), Paris - que l'impératrice Marie-Louise a quitté la veille - tombe le 31 mars après une journée de combats, alors que l'Empereur attend les Alliés à Fontainebleau. Il charge alors son grand écuyer Caulaincourt de négocier avec le tsar Alexandre Ier, descendu chez Talleyrand, rue Saint-Florentin. Caulaincourt négocie une abdication en faveur du roi de Rome, fils de Napoléon, âgé de 3 ans. Le tsar n’y est pas opposé, mais apprenant la défection du maréchal Marmont, placé en avant-garde à Essonnes, il impose l'abdication sans conditions à Napoléon, désormais à découvert.

### Traité et actes législatifs entraînant la destitution de Napoléon (3-12 avril 1814)

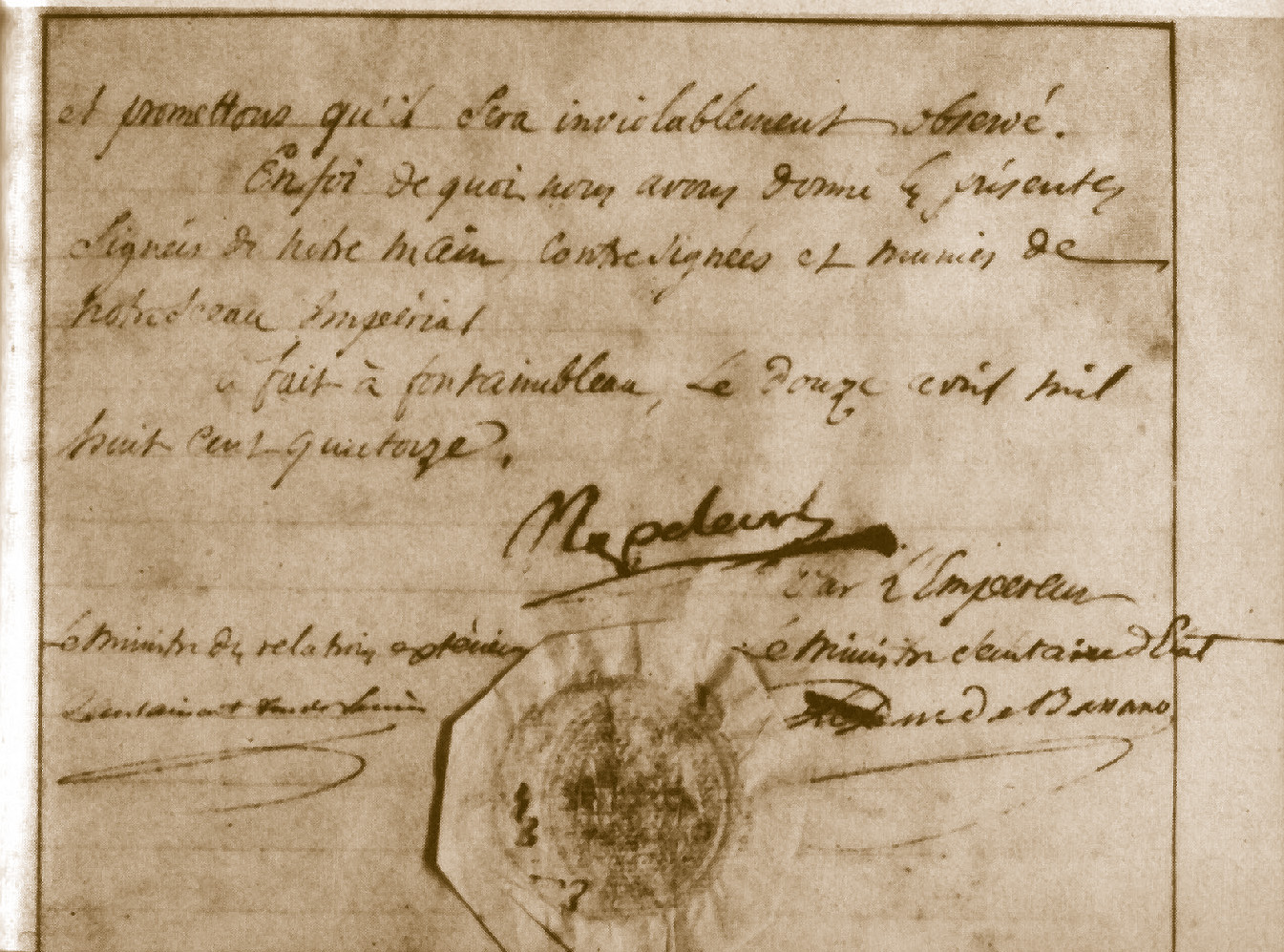
Première abdication, 12 avril 1814, conservée aux Archives nationales.

Après sa défaite militaire, les maréchaux forcent donc l'Empereur à abdiquer. Pour ne pas laisser une guerre civile se développer, Napoléon cède après avoir vainement essayé de les rallier et il est déchu par le Sénat dès le 3 avril. L’intention de Napoléon était d'abandonner la couronne impériale à son fils (Napoléon II), mais les puissances alliées exigent une abdication inconditionnelle, qu'il signe le 6 avril 1814.
Le Sénat appelle alors Louis-Stanislas-Xavier de Bourbon, comme « roi des Français, selon le vœu de la nation », sous le nom de Louis XVIII et Napoléon est relégué en exil.
Comme le tsar a promis un établissement hors de France digne de l’empereur Napoléon, il propose la Corse à Caulaincourt, qui refuse car elle fait partie intégrante de la Nation française et demande la Sardaigne. Alexandre Ier à son tour rejette la proposition, cette île appartenant à la maison de Savoie (royaume de Piémont-Sardaigne). Il choisit l’île d’Elbe, une dépendance de la Toscane. Le traité de Fontainebleau du 11 avril 1814 stipule que Napoléon garde son titre d'empereur, reçoit en pleine souveraineté l'île d'Elbe ainsi qu'une rente de 2 millions de francs du gouvernement français.

## Tentative de suicide
Napoléon, qui pense que les alliés vont le séparer de l’impératrice Marie-Louise d'Autriche et de son fils le roi de Rome, prend, dans la nuit du 12 au 13 avril, une dose du « poison de Condorcet » qui doit lui permettre de se suicider. On a longtemps cru que c’était de l’opium dans un peu d’eau, le docteur Hillemand pensant qu'il s'agissait d'une absorption accidentelle trop grande d'opium destinée à calmer les douleurs abdominales. Il semblerait néanmoins que ce ne soit pas le cas, les troubles et la nature du malaise de Napoléon ne correspondant pas à une intoxication par l'opium. S'il choisit cette façon de mourir, c'est qu'il pense que son corps sera par la suite exposé aux Français : il veut que sa garde reconnaisse le visage calme qu’elle lui a toujours connu au milieu des batailles. Toujours est-il qu'il fait appeler Armand de Caulaincourt pour lui dicter ses dernières volontés.
En plein malaise, l’Empereur se plaint du lent effet de la substance qu’il a avalée. Il déclare à Caulaincourt : « Qu’on a de peine à mourir, qu’on est malheureux d’avoir une constitution qui repousse la fin d’une vie qu’il me tarde tant de voir finir ! » Les nausées de Napoléon sont de plus en plus violentes, il se met à vomir. À la venue du docteur Alexandre-Urbain Yvan, Napoléon lui demande une dose de poison supplémentaire mais le docteur refuse, en disant qu’il n’est pas un assassin et qu’il ne fera jamais une chose allant à l'encontre de sa conscience. Le docteur a lui-même une crise de nerfs, s'enfuit à cheval, et personne ne le revoit plus. L’agonie de l’Empereur se poursuit, Caulaincourt sort de la pièce pour demander au valet de chambre et au service intérieur de garder le silence. Napoléon rappelle Caulaincourt en lui disant qu’il préfère mourir plutôt que de signer le traité. Les effets du poison se dissipent et l’Empereur peut reprendre ses activités normales.

## Départ de France

### Les adieux de Fontainebleau
« Soldats de ma vieille Garde, je vous fais mes adieux. Depuis vingt ans, je vous ai trouvés constamment sur le chemin de l'honneur et de la gloire. Dans ces derniers temps, comme dans ceux de notre prospérité, vous n'avez cessé d'être des modèles de bravoure et de fidélité. Avec des hommes tels que vous, notre cause n'était pas perdue. Mais la guerre était interminable ; c'eût été la guerre civile, et la France n'en serait devenue que plus malheureuse. J'ai donc sacrifié tous nos intérêts à ceux de la patrie ; je pars. Vous, mes amis, continuez de servir la France. Son bonheur était mon unique pensée ; il sera toujours l'objet de mes vœux ! Ne plaignez pas mon sort ; si j'ai consenti à me survivre, c'est pour servir encore à notre gloire ; je veux écrire les grandes choses que nous avons faites ensemble ! Adieu, mes enfants ! je voudrais vous presser tous sur mon cœur ; que j'embrasse au moins votre drapeau ! Adieu encore une fois, mes vieux compagnons ! Que ce dernier baiser passe dans vos cœurs ! »

— Baron Fain, Manuscrit de 1814 

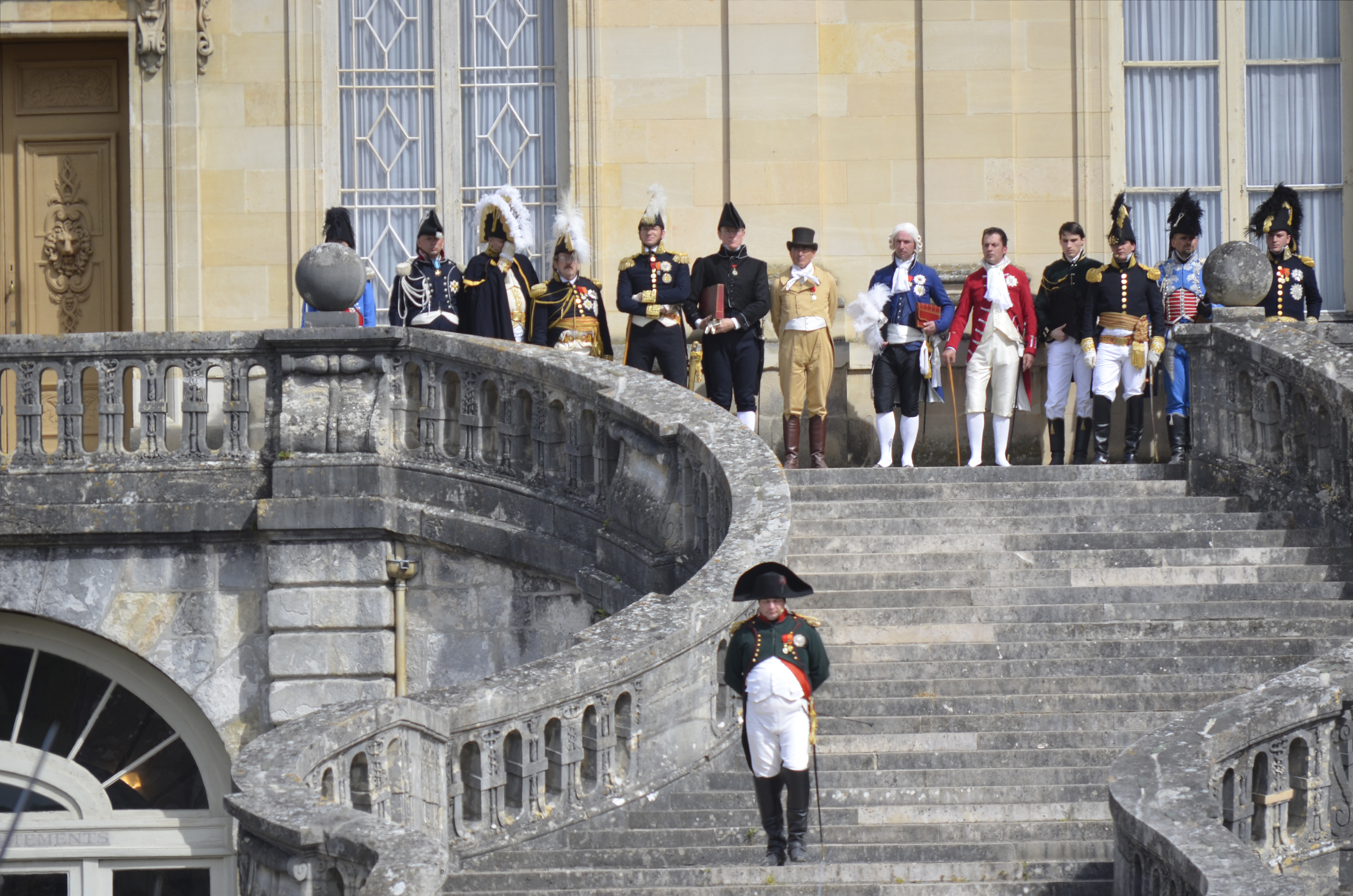
Célébration du bicentenaire des adieux de Napoléon à Fontainebleau en 2014, avec une reconstitution historique de la Première Abdication

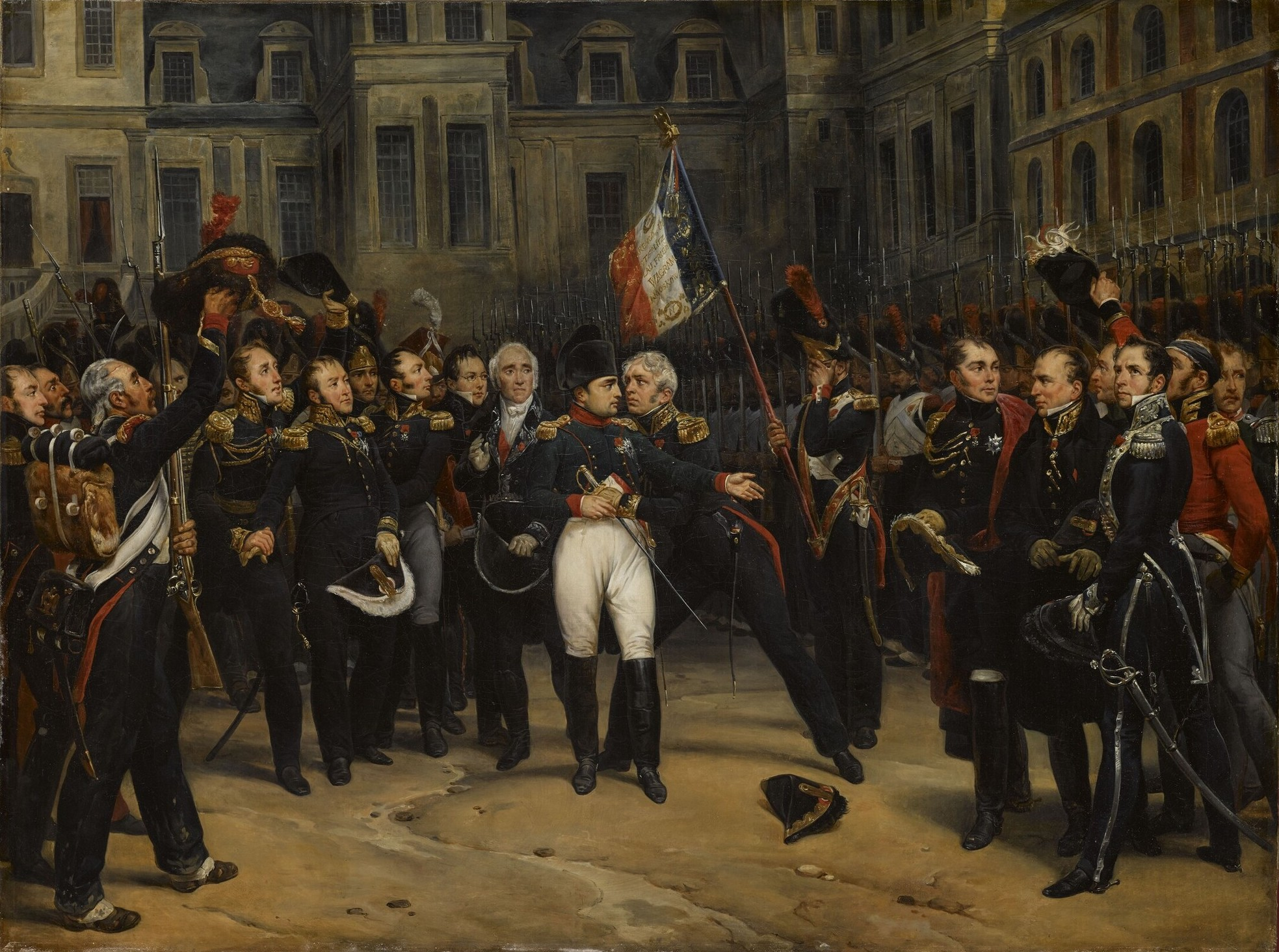
Adieux de Napoléon à la Garde impériale dans la cour du Cheval-Blanc du château de Fontainebleau. Napoléon embrasse le général Petit (au centre). (Montfort)

Le 20 avril ont lieu les « Adieux de Fontainebleau ».

### La route vers l'exil
Son convoi de Fontainebleau jusqu'à la Méditerranée avant son embarquement pour l'île d'Elbe passe par des villages provençaux royalistes qui le conspuent. Il risque même d'être lynché à Orgon, ce qui l'oblige à se déguiser.
Le 18 avril 1814, le comte Pierre Dupont de l'Étang, ministre de la Guerre de Louis XVIII, informe par courrier le général Jean-Baptiste Dalesme, qui gouvernait l’île d’Elbe au nom de la Grande Duchesse de Toscane Élisa Bonaparte qu'il doit remettre ce territoire à Napoléon. L'empereur quitte Saint-Raphaël, le 29 avril 1814, à bord de la frégate anglaise l'Undaunted, atteint Portoferraio le 3 mai 1814 et débarque le lendemain. Le même jour, Louis XVIII fait son entrée à Paris.
L’Impératrice Marie-Louise se propose, dans un premier temps de rejoindre son époux, puis après avoir rencontré son père, l'empereur François Ier d'Autriche, décide de se rendre à Vienne avec son fils.

## Conséquences politiques et militaires

### Conséquences militaires
Après sa restauration Louis XVIII décide rapidement de réorganiser l'armée. Il confirme le général Dupont dans ses fonctions de ministre de la guerre. Une ordonnance royale du 6 mai 1814 institue un conseil de la guerre chargé de réorganiser l'armée. Il est composé des maréchaux Ney, Augereau et Macdonald, du ministre Dupont, des généraux Compans et Curial pour l'infanterie, Latour-Maubourg et Préval pour la cavalerie, Sorbier et Évain pour l'artillerie, Léry pour le génie, Kellermann pour la garde, du commissaire ordonnateur Marchand et de l'inspecteur aux revues Félix.
L'ordonnance du 12 mai réorganise l'infanterie portant à 90 le nombre des régiments d'infanterie de ligne et à 15 celui des régiments d'infanterie légère.

## Exil à l'île d'Elbe et retour en France (Cent-Jours)

### Un «royaume d'opérette»

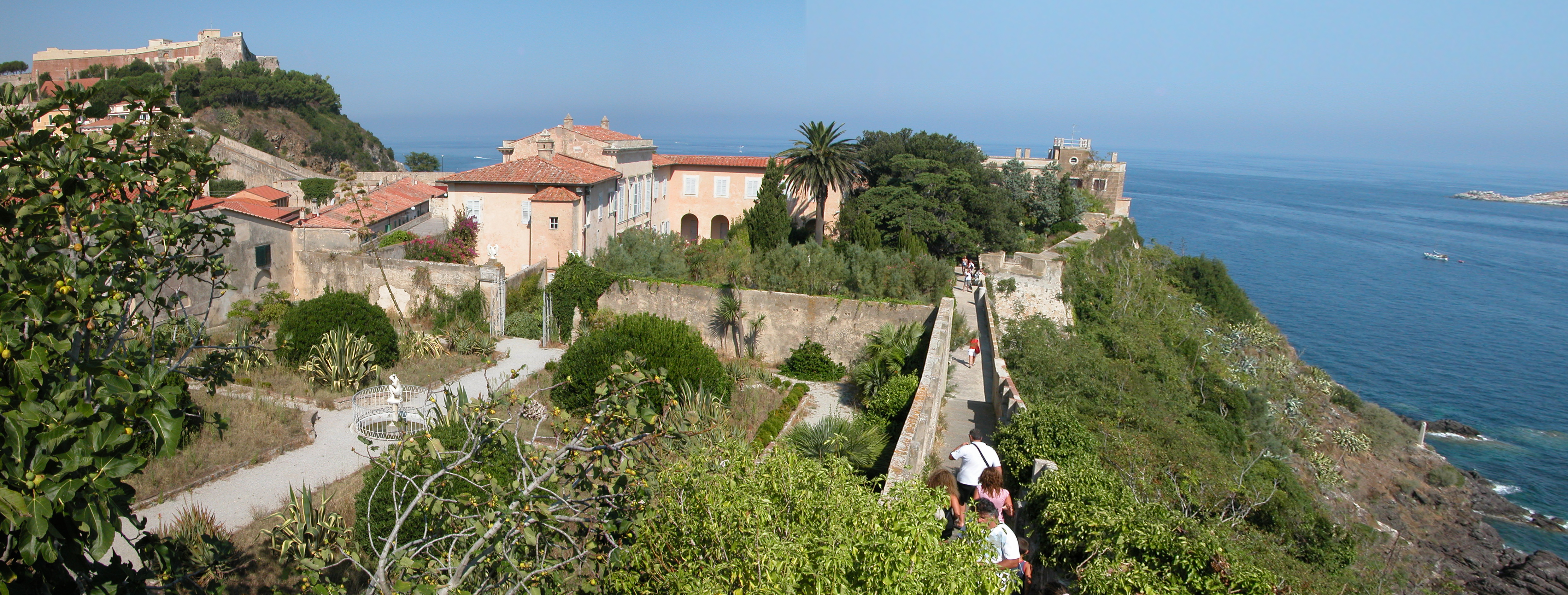
Vue de la maison de Napoléon (Palazzina dei Mulini) à Portoferraio, sur l'île d'Elbe

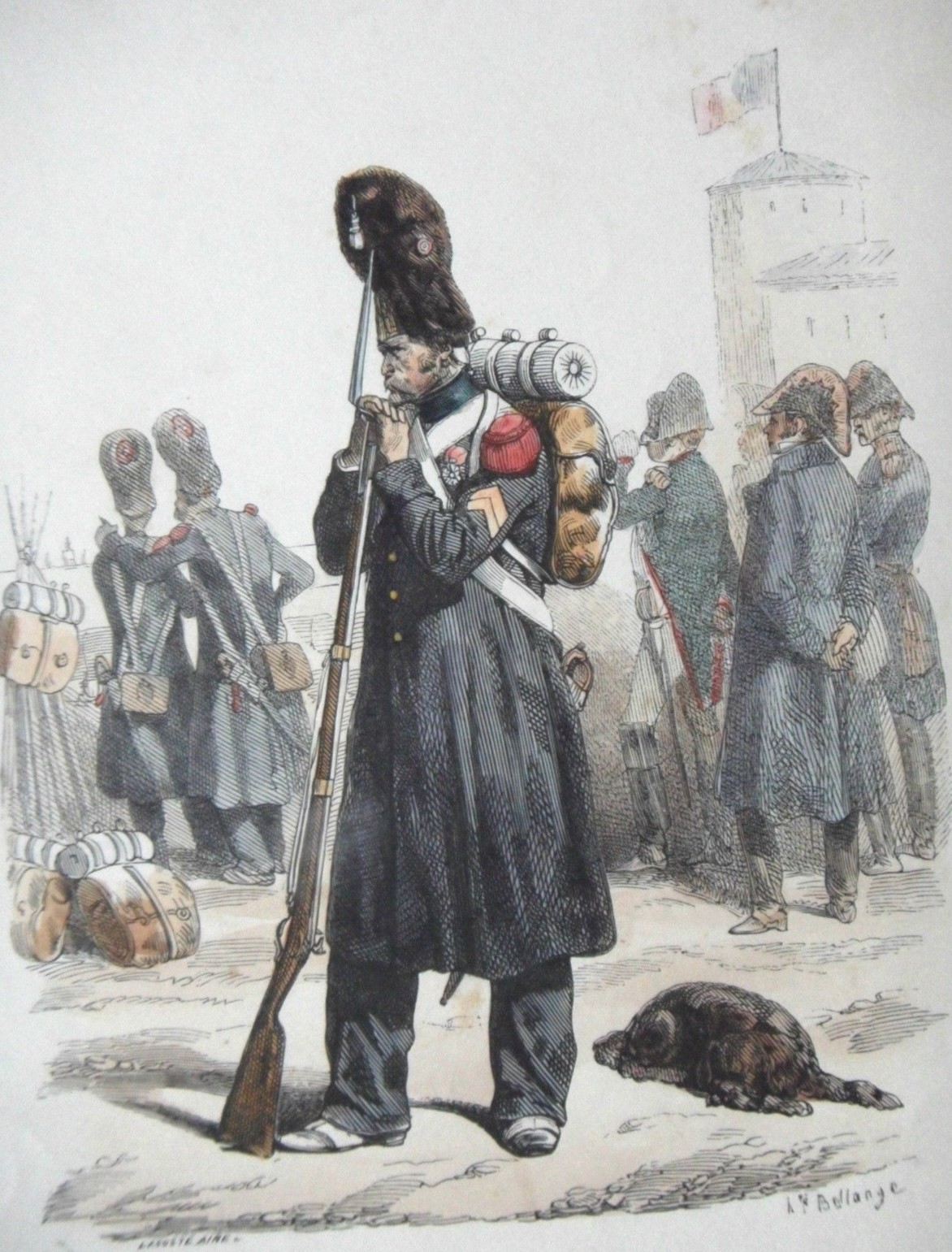

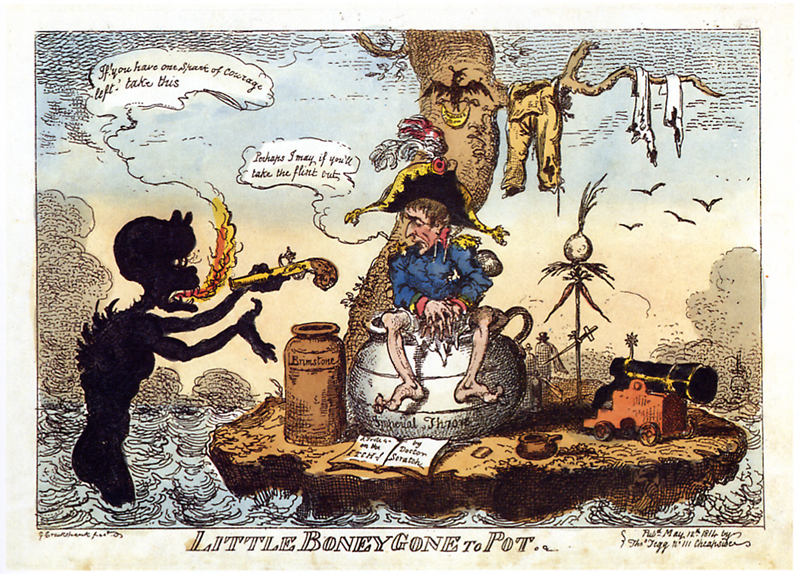
Représentation caricaturale de Napoléon sur l'ile d'Elbe

« Pendant trois cents jours, de mai 1814 à février 1815, Napoléon régna sur un « royaume d'opérette » où l'avaient exilé les Alliés après la campagne de France. Là, à l'île d'Elbe, l'homme qui avait dominé et dirigé l'Europe se conduisit en souverain, réglant minutieusement le gouvernement de quelques kilomètres carrés et de quelques milliers de sujets. Et il s'ennuya beaucoup, si bien que, rapidement, les projets d'évasion et de retour en France furent à l'ordre du jour. Napoléon les accéléra lorsqu'il apparut que ses ennemis d'hier et le gouvernement de Louis XVIII ne respectaient pas leurs engagements (notamment financiers) à son égard et qu'on commençait à parler de son transfert vers une petite île de l'Atlantique sud, Sainte-Hélène. L'empereur décida donc de repartir à la conquête de son Empire dont il reprit le contact pour cent nouveaux jours »

— Guy Godlewski, Napoléon à l'île d'Elbe - 300 jours d'exil

### Dernier retour en France
Le 1er mars 1815, l’Empereur déchu débarque à Vallauris à la tête de la petite troupe qui l’avait suivi en exil. S’ouvre alors ce que l’Histoire retiendra sous le nom des « Cent-Jours » qui amèneront à la formation de la septième Coalition qui finira par vaincre Napoléon Ier à la bataille de Waterloo, entraînant son abdication définitive et son exil à l’île de Sainte-Hélène où il mourra en mai 1821.